# 岐山县
岐山县位于中国西部，是陕西省宝鸡市下辖的一个县。常住人口約37万人，县人民政府駐凤鸣镇。区域总面积为855.86平方公里。
境内东北部的箭括岭有两座山峰相对，即山有两岐，因而得名。

## 地理
岐山下辖于陕西省宝鸡市，岐山县城位于宝鸡市区以东60公里，距西安135公里。南部是秦岭，中部是平原。地势自西北向东南倾斜。

## 人口
2020年末，根據全國第七次人口普查統計顯示：全县常住人口为365209人。与2010年第六次全国人口普查的459064人相比，减少93855人，下降20.4%，年平均下降率为2.3%。 全县常住人口中，共有家庭户137092户，集体户3385户，家庭户人口为350974人，集体户人口为14235人。

## 历史
岐山是周王朝发祥之地，从周太王迁岐到周平王东迁近400年间，岐山地区一直是西周的都城和中心。有周公庙，建于唐代、凤雏遗址，并出土大量周朝文物，以青铜器最为著名，被誉为“青铜器之乡”，出土青铜器文物大多存于宝鸡市青铜器博物馆。这里还是唐代天文学家李淳风的故里。
北魏太和十一年（487年）设岐州（州治在今凤翔县南），领3郡、9县。平秦郡（郡治在今凤翔县南）的周城县（太平真君六年置）辖岐地东部，横水县（太平真君十年分周城县置）辖岐地西部，武都郡（郡治在今宝鸡市东50里）的平阳县（太平真君六年置）辖岐区南部，武功郡的美阳县辖岐地东北部。 
北周武帝天和四年（569年）分泾州鹑觚县南境置三龙县，县以山得名，治岐阳镇（今岐阳村）。隋开皇十六年（596年）移三龙县治于西40里（今凤鸣镇），改名岐山县。

## 行政区划
岐山县下辖9个镇：
凤鸣镇、蔡家坡镇、益店镇、蒲村镇、青化镇、枣林镇、雍川镇、故郡镇和京当镇。
其中，蔡家坡镇辖区内包含有一个蔡家坡经济技术开发区（陕西省省级开发区，管委会行政等级为正县级，岐山县县委书记兼任蔡家坡经开区工委书记，经开区管委会主任单独配备），开发区内行政及其他相关事项属宝鸡市和岐山县共管。

## 交通
- 陇海铁路：蔡家坡站
- 徐兰高铁（西宝段）：岐山站

## 小吃
岐山臊子麵和擀面皮非常出名。此外，岐山油酥锅盔，岐山醋，岐山挂面也很有特色。